# Brobyggarna
Brobyggarna Kristen Församling är en fri, evangelikal församling i Göteborg, bildad 1978. Den började som en väckelserörelse avsedd att nå ut till alla kyrkor och samfund. Man hade ett nära samarbete med andra församlingar på platsen och lät döpa och skriva in de som blev frälsta i de traditionella församlingarna.
Församlingens pastor heter Georg Nilsson och har predikonamnet Veli Sergei (broder Sergei). Han växte upp i Lappland och var innan han kom till Göteborg en resepredikant som predikade i frikyrkor och statskyrkor runtom i Norden samt arbetade med Nordisk Östmission i Ryssland. 
Brobyggarna finansieras genom bland annat frivilliga gåvor och kollekt och driver en närradiostation.
I sin bok Att leka med elden: Om livet på sektens villkor kallar kyrkoherden Karl-Erik Nylund församlingen för en sekt och förklarar att de uppfyller många av de krav som ställs för att en sekt skall kallas destruktiv.